# Candona intermedia
Candona intermedia är en kräftdjursart som beskrevs av N. C. Furtos 1933. Candona intermedia ingår i släktet Candona och familjen Candonidae. Inga underarter finns listade.